# Антарктична пізньокайнозойська льодовикова ера
| Пізньокайнозойська льодовикова ера Від 33,9 млн років тому до сьогодення Поділи в межах нинішнього льодовикової ери Щодо поділів до 33,9 млн років тому див. Геохронологічна шкала                  |                                                     |                         |
| Період | Епоха                                               | Вік                     |
| ↑ П a л e o г e н | Олігоцен 33,9 — 23,03 млн (Остання епоха палеогену) | Рюпель 33,9 — 27,82 млн |
| ↑ П a л e o г e н | Олігоцен 33,9 — 23,03 млн (Остання епоха палеогену) | Хатт 27,82 — 23,03 млн  |
| Н e o г e н |                                                     |                         |
| Міоцен 23,03 — 5,333 млн | Аквітан 23,03 — 20,44 млн                           |                         |
| Міоцен 23,03 — 5,333 млн | Бурдігал 20,44 — 15,97 млн                          |                         |
| Міоцен 23,03 — 5,333 млн | Лангій 15,97 — 13,82 млн                            |                         |
| Міоцен 23,03 — 5,333 млн | Серравалій 13,82 — 11,63 млн                        |                         |
| Міоцен 23,03 — 5,333 млн | Тортон 11,63 — 7,246 млн                            |                         |
| Міоцен 23,03 — 5,333 млн | Мессіній 7,246 — 5,333 млн                          |                         |
| Пліоцен 5,333 — 2,58 млн | Занклій 5,333 — 3,6 млн                             |                         |
| Пліоцен 5,333 — 2,58 млн | П'яченцій 3,6 — 2,58 млн                            |                         |
| Н е о г e н |                                                     |                         |
| Плейстоцен 2,58 млн — 11,7 тис. років | Геласій 2,58 — 1,8 млн                              |                         |
| Плейстоцен 2,58 млн — 11,7 тис. років | Калабрій 1,8 млн — 781 тис. років                   |                         |
| Плейстоцен 2,58 млн — 11,7 тис. років | Тібанський вік 781—126 тис. років                   |                         |
| Плейстоцен 2,58 млн — 11,7 тис. років | Тарантський вік 126 — 11,7 тис. років               |                         |
| Голоцен 11,7 тис. років — сьогодення | Гренландій 11,7 — 8,2 тис. років                    |                         |
| Голоцен 11,7 тис. років — сьогодення | Нортгриппій 8,2 — 4,2 тис. років                    |                         |
| Голоцен 11,7 тис. років — сьогодення | Мегхалій 4,2 тис. років — сьогодення                |                         |
| Пізньокайнозойська льодовикова ера належить до кайнозойської ери, яка розпочалася 66 мільйонів років тому. Кайнозойська ера є частиною фанерозойського еона, який розпочався 541 млн років тому. 1. |                                                     |                         |

Антарктична пізньокайнозойська льодовикова ера розпочалася 33,9 мільйонів років тому на межі еоцену та олігоцену і триває до сьогодення. Це нинішній льодовиковий період Землі або льодовикова ера. Його початок позначається утворенням Антарктичного льодовикового щита. Пізньокайнозойська льодовикова ера здобула свою назву через те, що вона охоплює приблизно останню половину кайнозойської ери.
Через шість мільйонів років після початку пізньокайнозойської льодовикової ери утворився Східноантарктичний льодовиковий щит, а 14 мільйонів років тому він досяг нинішніх масштабів та існує до сьогодення.
За останні три мільйони років зледеніння поширилися на північну півкулю. Це почалося з того, що Гренландія все більше зазнавала зледеніння у пізньому пліоцені (2,9—2,58 млн років тому). Під час плейстоцену (починаючи 2,58 млн років тому) четвертинне зледеніння розвивалося зі зменшенням середніх температур та збільшенням амплітуд між гляціалами та інтергляціалами. Під час гляціалів плейстоцену великі території півночі Північної Америки та Північної Євразії були вкриті льодовиковими щитами.

## Історія відкриття та назва
Термін льодовиковий період нім. Eiszeit ввів німецький натураліст Карл Фрідріх Шимпер у 1837 році. Тривалий час цей термін стосувався лише льодовикових періодів. З часом це переросло у концепцію, що всі вони були частиною набагато більш тривалого льодовикового періоду.
Концепція того, що Земля зараз перебуває у льодовиковому періоді, що розпочалася близько 30 мільйонів років тому, може бути датована щонайменше 1966 роком.
Як геологічний період часу пізньокайнозойська льодовикова ера був використаний принаймні ще в 1973 р..

## Клімат до полярних шапок

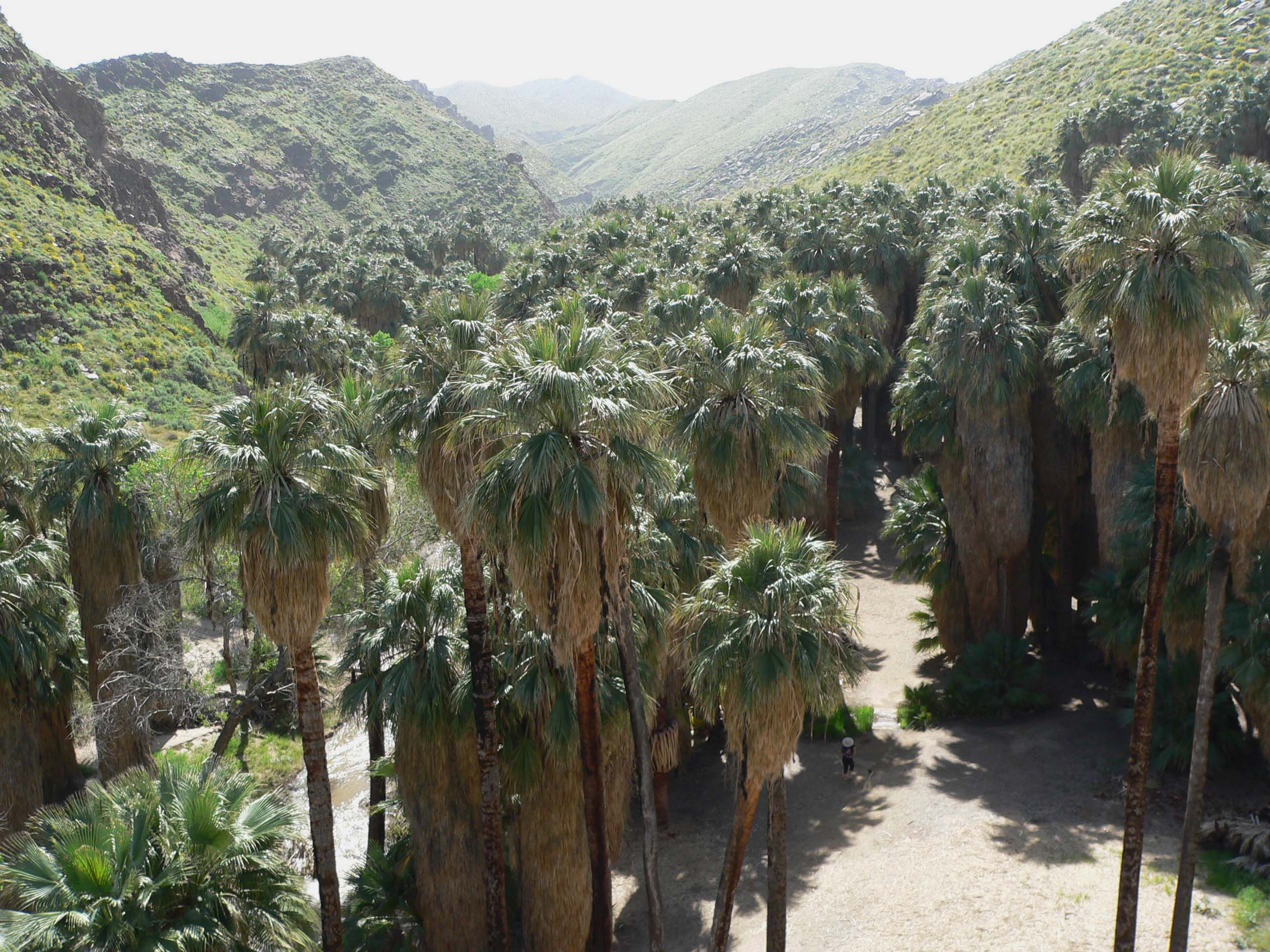
Типова рослинність в Антарктиді за часів еоцену — фото зроблено в Палм-Каньйоні, Каліфорнія, США у 2005 році

Останній парниковий період розпочався 260 мільйонів років тому наприкінці пермського періоду наприкінці льодовикового періоду Кару та тривав під час мезозойської ери і закінчився 33,9 мільйона років тому в середині кайнозойської ери, загалом 226,1 млн років.
Найспекотнішим часом останнього парникового періоду був пізній палеоцен—ранній еоцен 55,5 мільйонів років тому. Середня глобальна температура становила близько 30°C Це був другий випадок, коли Земля досягла такого рівня тепла після докембрію. Перший випадок — кембрійський період, що тривав 541 млн років тому — 485,4 млн років тому.
У ранньому еоцені Австралія та Південна Америка були з'єднані з Антарктидою.
53 мільйони років тому в епоху еоцену середня літня температури в Антарктиді становили близько 25°C. Температура взимку в Антарктиді становила близько 10°C. Взимку не морозило. Клімат був настільки теплим, що в Антарктиді росли дерева. Arecaceae (пальмові дерева) росли на прибережній низовині, а Fagus (букові дерева) та Pinophyta (хвойні дерева) росли на пагорбах, що знаходяться безпосередньо вглиб берега.
У міру охолодження глобального клімату на планеті спостерігалося зменшення кількості лісів та збільшення саван. Тварини еволюціонували, щоб мати більший розмір тіла.

## Зледеніння південної півкулі

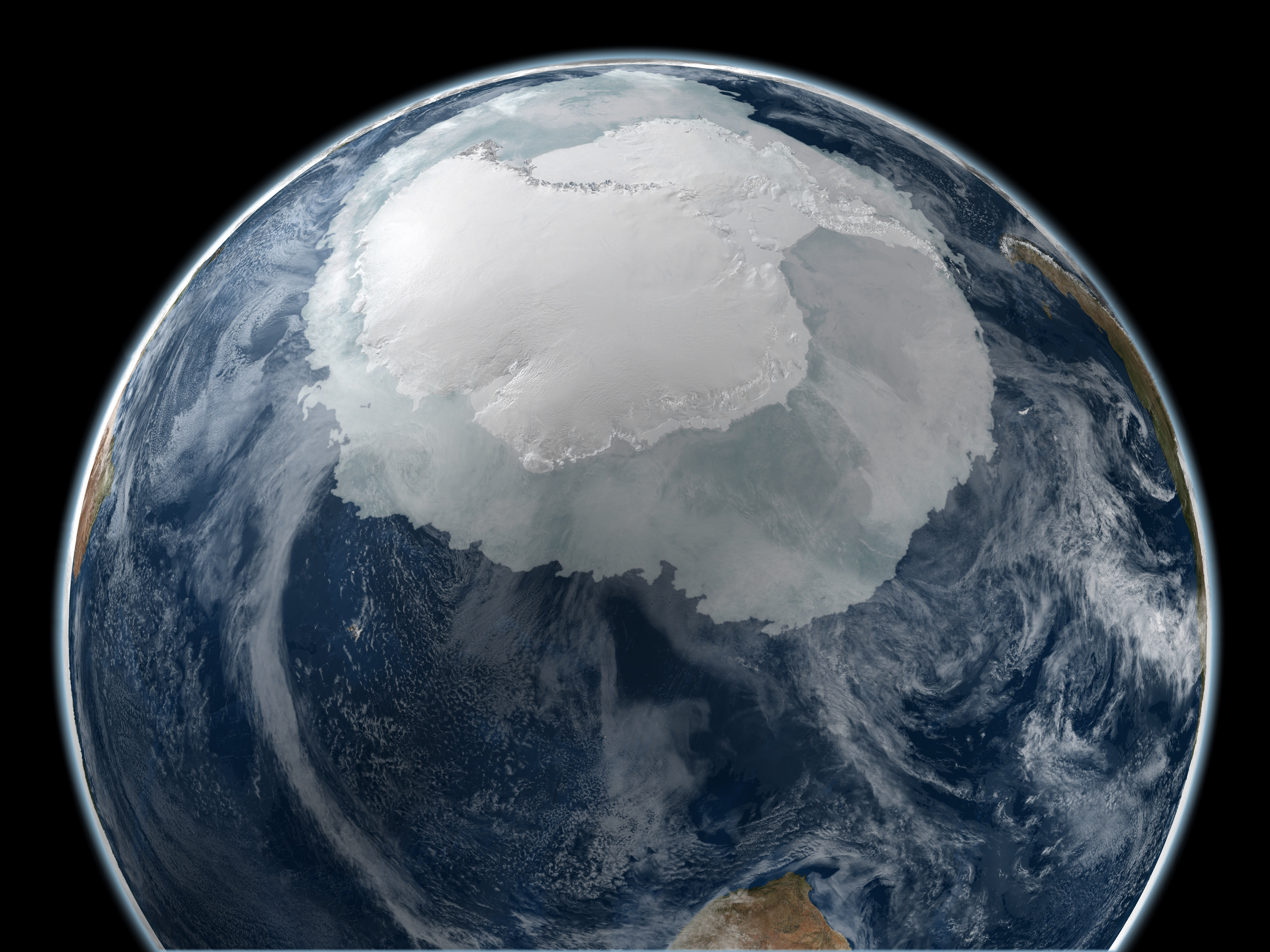
Антарктида з космосу 21 вересня 2005 року

Австралія відкололась від Антарктиди, утворюючи Тасманійську протоку, а Південна Америка відкололась від Антарктиди, утворивши протоку Дрейка. Це спричинило утворення Антарктичної циркумполярної течії, течії холодної води, що оточує Антарктиду. Ця течія існує і сьогодні, і є основною причиною того, чому в Антарктиді надзвичайно холодний клімат.
На межі еоцен-олігоцену 33,9 мільйонів років тому відбувся перехід між останнім парниковим періодом до сьогоденного льодовикового клімату. На цей момент рівень CO2 знизився до750 ppm Це був початок Пізньокайнозойської льодовикової ери. В цей час льодовикові щити досягли океану.
33 мільйони років тому відбулася еволюція Badjcinus.
Перші балянусові, кішки, евкаліпти та свині з'явилися близько 30 мільйонів років тому. У цей час вимерли ссавці — Brontotheriidae та Embrithopoda.
29,2 мільйона років тому в горах Антарктиди було три льодовикові шапки. Одна льодовикова шапка утворилася на Землі Королеви Мод. Друга льодовикова шапка утворилася на гірському хребті Гамбурцева. Третя льодовикова шапка утворилася в Трансантарктичних горах. На цей момент льодовикові шапки ще не були великими. Більша частина Антарктиди не була вкрита льодом.
28,7 мільйона років тому льодовикова шапка в горах Гамбурцева стала значно більшою через холодніший клімат.
Рівень CO2 продовжував падати, а клімат продовжував холодшати. 28,1 мільйона років тому льодовикові шапки гір Гамбурцева та Трансантарктичних злилися в єдину Центральну льодовикову шапку. У цей час льодовик покривав більшість континенту.
28 мільйонів років тому існував найбільший сухопутний ссавець — Paraceratherium.
Льодовикова шапка Королеви Мод злилася з Головною льодовиковою шапкою 27,9 млн років тому. Це призвело до утворення східноантарктичного льодовикового щита.
25 мільйонів років тому з'явився перший олень. В цей час існував найбільший літаючий птах — Pelagornis sandersi.
Глобальне охолодження відбулося 22 мільйони років тому.
20 мільйонів років тому з'явилися перші ведмеді, жирафи, гігантські мурахоїди та гієни. Також збільшилося різноманіття птахів.
Перші Bovidae, кенгуру та мастодонти з'явилися близько 15 мільйонів років тому. Це був найтепліший час пізньокайнозойської льодовикової ери з середньою глобальною температурою близько 18,4°C. Рівень CO2 в атмосфері склав близько 700 ppm. Цей період часу отримав назву Середньоміоценовий кліматичний оптимум.
14 мільйонів років тому антарктичні льодовикові щити були подібні за розміром та об'ємом до сьогоденних. У горах Північної півкулі почали формуватися льодовики.
Великий міжамериканський обмін розпочався 9,5 мільйонів років тому (з найвищим показником схрещування[уточнити] видів приблизно 2,7 мільйона років тому). Це була міграція різних наземних та прісноводних тварин між Північною та Південною Америкою. Протягом цього часу броненосці, глиптодонти, наземні лінивці, колібрі, меридіунгуляти, опосуми та фороракосові мігрували з Південної Америки до Північної Америки. У зворотному напрямку розповсюджувались ведмеді, олені, коти, тхори, коні, ягуари, видри, шаблезубі кішки, скунси та тапіри.
Приблизно 7 мільйонів років тому, за оцінками науковців, жив перший потенційний представник гомініні, Sahelanthropus.
Вперше австралопітецини з'явилися у скам'янілостях близько 4 мільйонів років тому та значно були різноманітні протягом наступних 2 мільйонів років. Між 6 і 5 мільйонами років тому відбулося висихання Середземного моря.
П'ять мільйонів років тому з'явились перші бегемоти та сучасні лінивці. Слони, зебри та інші травоїдні тварини стали більш різноманітними. Леви, представники роду Canis та інші великі хижаки стали більш різноманітними. Збільшились у розмірах гризуни, птахи, кенгуру, дрібні хижаки та грифи. Кількість Perissodactyla зменшилася, та Nimravidae вимерли.
Перші мамонти з'явилися близько 4,8 мільйонів років тому.
Австралопітеки виникли близько 4 мільйонів років тому. Тоді ж існувала найбільша прісноводна черепаха — Stupendemys. У цей час з'явилися перші сучасні слони, газелі, жирафи, леви, носороги та зебри.
Між 3,6 і 3,4 мільйонами років тому відбувся раптовий та короткий період потепління.

## Зледеніння Північної півкулі
Заледеніння Арктики у Північній півкулі розпочалося з того, що Гренландія все більше покривалася льодовиковим щитом у пізньому пліоцені (2,9—2,58 млн років тому).
Близько 2,7 мільйона років тому виник парантроп.
2,58 мільйона років тому розпочалося четвертинне зледеніння, поточна фаза пізнього кайнозойського льодовикового періоду. Протягом усього плейстоцену чергувались гляціали та інтергляціали.
Чергування гляціалу та інтергляціалу обумовлено циклами Міланковича. Ці цикли, пов'язані з осьовим нахилом Землі та ексцентриситетом орбіти.
На початок ХХІ сторіччя Земля нахилена на 23,5 градусів. Протягом 41 000-річного циклу нахил коливається між 22,1 і 24,5 градусами. Коли нахил більший (велика коса поверхня), клімат екстремальніший. У періоди, коли нахил менший (низький нахил), клімат менш екстремальний. Менший нахил також означає, що полярні області отримують менше світла від Сонця. Це спричиняє холодніший глобальний клімат, коли льодовикові щити починають накопичуватися.
Форма орбіти Землі навколо Сонця впливає на клімат Землі. Протягом 100 000-річного циклу Земля коливається від кругової орбіти до більш еліптичної.
Починаючи з 2,58 млн років тому приблизно до 1,73 млн ±50 000 років тому, зміна нахилу земної осі була основною причиною гляціалів та інтергляціалів.
2,5 мільйона років тому відбулася еволюція найдавніших видів смілодонів.
Homo habilis з'явився близько двох мільйонів років тому. Це перший вид роду Homo, хоча ця класифікація стає дедалі суперечливішою. Хвойні дерева стали більш різноманітними у високих широтах. В Індії виник родоначальник великої рогатої худоби — Bos primigenius.
Австралопітецини вимерли близько 1,7 млн років тому.
Еволюція Homo antecessor сталася 1,2 мільйона років тому. Парантроп також вимер.
Близько 850 000 (±50 000) років тому ступінь ексцентриситету орбіти став головним рушієм гляціалів та інтергляціалів, а не ступень нахилу, і ця закономірність зберігається донині.
800 000 років тому короткомордий ведмідь (Arctodus simus) розповсюдився у Північній Америці.
Еволюція Homo heidelbergensis сталася 600 000 років тому.
Еволюція неандертальців сталася 350 000 років тому.
300 000 років тому вимер Gigantopithecus.
250 000 років тому в Африці еволюціонували перші анатомічно сучасні люди.

## Останній льодовиковий період

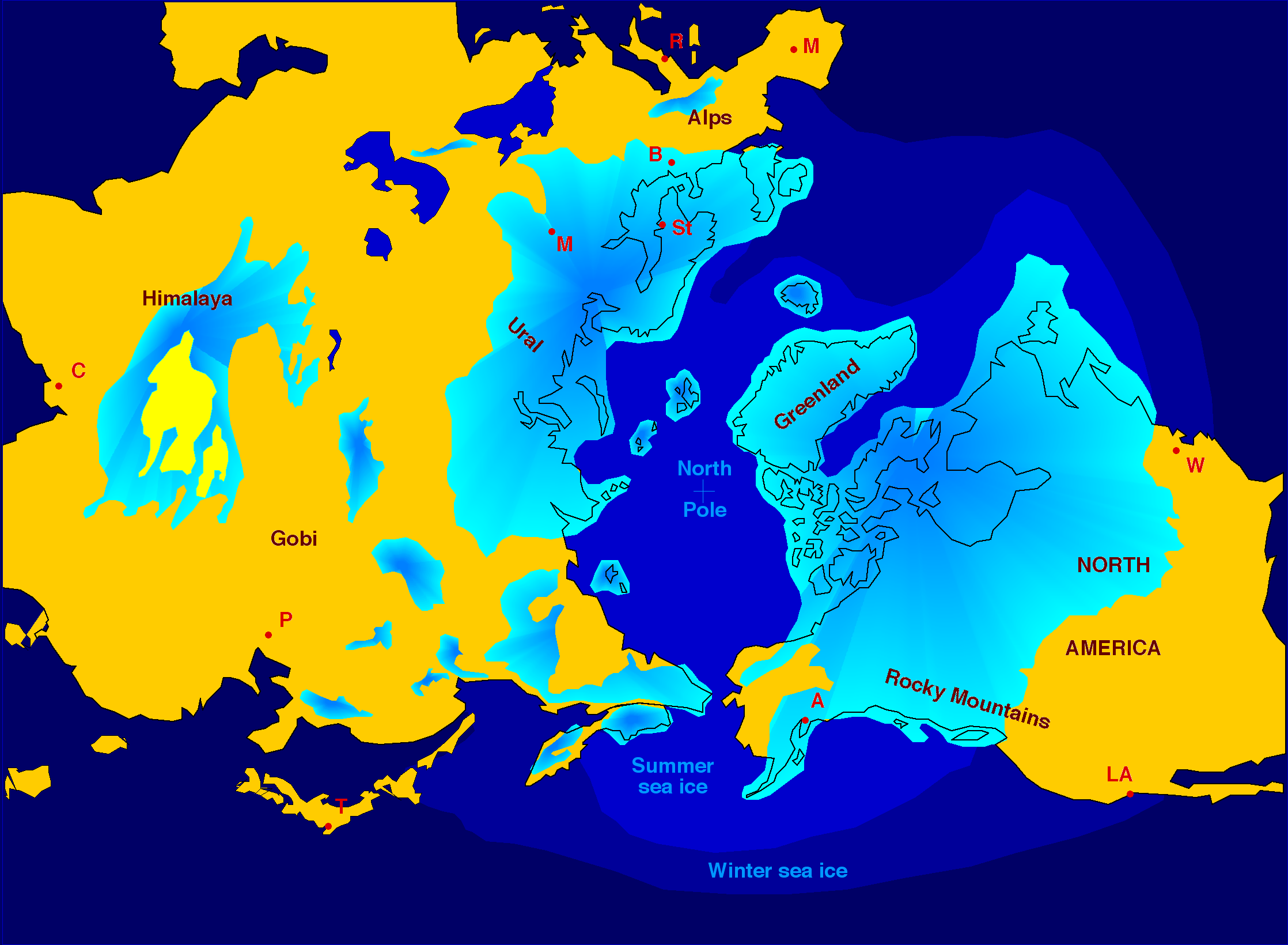
Мапа Північної півкулі під час останнього льодовикового максимуму

Останній льодовиковий період розпочався 115 000 років тому і завершився 11 700 років тому. У цей період відбулося значне просування полярних льодових щитів у середні широти Північної півкулі.
Виверження Тоби 75 000 років тому на сучасній Суматрі, Індонезія, призвело ефекту пляшкового горла в ДНК людини. Холодна погода протягом шести-десяти років під час вулканічної зими знищила багато джерел їжі та значно скоротила людське населення.
50 000 років тому Homo sapiens мігрували з Африки. Вони почали замінювати інших гомінінів в Азії, а також почали неандертальців у Європі. Проте деякі з Homo sapiens та неандертальців мали схрещення. В даний час особи європейці мають у своїх хромосомах двох до чотирьох відсотків ДНК неандертальців. За винятком цієї невеликої кількості неандертальської ДНК, яка існує сьогодні, неандертальці вимерли 30 000 років тому.
Останній льодовиковий максимум відбувся 26 500—20 000 років тому. Хоча різні льодовикові щити досягали максимального розвитку в дещо різний час, це був час, коли загалом льодовикові щити мали максимальний розвиток.
За даними Blue Marble 3000, середня глобальна температура близько 19 000 до н.е. (близько 21 000 років тому) становила 9,0°C. Це приблизно на 4,8°C холодніше, ніж у середньому за 1850—1929 роки, і на 6,0°C холодніше, ніж у середньому за 2011—2020 роки.
Цифри, наведені Міжурядовою групою з питань зміни клімату (МГЕЗК), оцінюють дещо нижчу глобальну температуру, ніж цифри, наведені Цюрихським університетом прикладних наук. За даними МГЕЗК, середня глобальна температура зросла на 5,5 ±1,5°C з моменту останнього льодовикового максимуму, і швидкість потепління була приблизно в 10 разів повільнішою, ніж у 20-му столітті.